# Mark Thornton

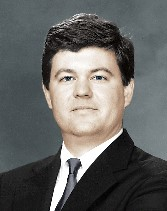
Mark Thornton

Mark Thornton (7 giugno 1960) è un economista statunitense, esponente della scuola austriaca, molto vicino alle posizioni anarco-capitaliste di Murray N. Rothbard.

## Biografia
Thornton ottenne il suo bachelor alla Saint Bonaventure University nel 1982, mentre nel 1989 conseguì il Ph.D. alla Auburn University. Viene descritto dalla associazione libertaria denominata Advocates for Self-Government, come "uno dei maggiori esperti statunitensi dell'economia del traffico illegale di droga". Thornton ha scritto molto su questo argomento, e su molti altri, quali l'economia durante la guerra di secessione americana e la finanza pubblica.
In generale gli argomenti trattati da Thornton nelle sue pubblicazioni sono la finanza, diritto, regolamentazioni, l'evoluzione dei governi, la schiavitù, la storia del pensiero economico, la politica monetaria e in generale tutte le questioni affrontate dalla scuola austriaca. La prima pubblicazione di Thornton, The Economics of Prohibition (1991), venne molto esaltata da Murray N. Rothbard:
(Murray N. Rothbard)

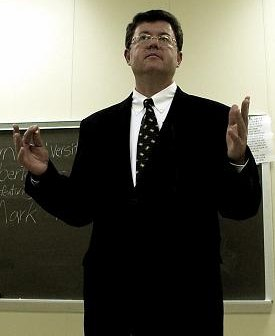
Mark Thornton alla Auburn University, 2006

Thornton ha anche avuto un'esperienza attiva nell'arena politica. Già nel 1984 si candida al Congresso degli Stati Uniti. Diventa il primo eletto del Libertarian Party nel 1988, quando viene eletto Constable in Alabama. Nel 1996 diventa consigliere economico del governatore dell'Alabama, Fob James.
È stato docente di economia per diversi anni, alla Auburn University prima e alla Columbus State University poi. Oggi ricopre il ruolo di membro del Ludwig von Mises Institute e scrive spesso per il Quarterly Journal of Austrian Economics.

## Opere
- The Economics of Prohibition, 1991; ed. it. L'economia della proibizione, Liberilibri, Macerata 2009
- Tariffs, Blockades, and Inflation: The Economics of the Civil War, 2004
- The Quotable Mises, 2005
- The Bastiat Collection, 2007